# Steigen
Steigen és un municipi situat al comtat de Nordland, Noruega. Té 2,543 habitants (2016) i la seva superfície és de 1,007.86 km².